# Maksymilian Binkiewicz
Maksymilian Binkiewicz (ur. 21 lutego 1908 w Żarnowcu, zm. 24 czerwca 1942 w Dachau) – polski duchowny katolicki, błogosławiony Kościoła katolickiego.

## Życiorys
Był synem Romana i Stanisławy z Czubasiewiczów. Jako dziecko chorował i rodzice liczyli się z jego rychłą śmiercią. Poprawę stanu zdrowia wiązano z przystąpieniem do pierwszej Komunii Świętej. Po ukończeniu szkoły średniej (1926) wstąpił do nowo powstałego w Krakowie Seminarium Duchownego diecezji częstochowskiej. Uczęszczał też na wykłady na Wydziale Teologicznym Uniwersytetu Jagiellońskiego w Krakowie.

Święcenia kapłańskie otrzymał z rąk bpa Teodora Kubiny 21 czerwca 1931 roku na Jasnej Górze.
Mianowany prefektem w Seminarium Duchownym diecezji częstochowskiej w Krakowie podjął studia na Uniwersytecie Jagiellońskim i w 1933 r. ukończył je pracą z zakresu teologii moralnej pt. „Geneza i rozwój miłości w przedstawieniu św. Bernarda”, uzyskując tytuł magistra na Wydziale Teologicznym. Był prefektem w prywatnych gimnazjach Sosnowca, a następnie w Niższym Seminarium Duchownym w Wieluniu, pełniąc jednocześnie obowiązki rektora kościoła św. Józefa.
Z upoważnienia bp Kubina podjął się misji tworzenia Koła Inteligencji Katolickiej na terenie diecezji częstochowskiej.
Po wybuchu II wojny światowej zastąpił aresztowanego proboszcza ks. Wincentego Śliwińskiego w parafii Konopnica.
Kraj Warty (niem. Reichsgau Wartheland) staraniem Artura Greisera miał się stać wzorcem w walce z Kościołem katolickim w ramach ziem wcielonych do Rzeszy Niemieckiej. 6 października 1941 nastąpiły masowe aresztowania kapłanów byłego powiatu wieluńskiego. Po krótkim pobycie w obozie przejściowym w Konstantynowie został przewieziony razem z innymi duchownymi do niemieckiego obozu koncentracyjnego w Dachau (27 października 1941), zarejestrowany jako numer 28450.
Rozmodlony, pogodnie znosząc cierpienia nieludzkiego traktowania, niosąc pomoc chorym i starszym, skatowany 23 czerwca 1942 podczas ciężkiej pracy, zmarł następnego dnia.
Na nowym cmentarzu na Służewie w Warszawie znajduje się jego symboliczny grób (grób rodzinny).
Beatyfikowany został w grupie 108 błogosławionych męczenników 13 czerwca 1999 r. przez Świętego papieża Jana Pawła II w Warszawie.
W kolegiacie wieluńskiej cześć zamordowanych kapłanów upamiętnia tablica, poświęcona przez bp. Stefana Barełę 27 października 1975 roku.
Patron Publicznego Gimnazjum Stowarzyszenia Przyjaciół Szkół Katolickich w Wieluniu.

## Źródła internetowe
- Ks. Jan Związek Spokojny pośród niepokoju. gimspsk.republika.pl. [zarchiwizowane z tego adresu (2008-05-02)].
- Beato Massimiliano (Maksymilian) Binkiewicz (wł.)
- ks. Maksymilian Binkiewicz – Życiorys